# Orientale lumen
Orientale lumen (łac. Światło Wschodu) – list apostolski papieża Jana Pawła II ogłoszony 2 maja 1995 z okazji setnej rocznicy listu apostolskiego Orientalium dignitas papieża Leona XIII.
List poświęcony jest zagadnieniu jedności Kościoła katolickiego z Kościołami wschodnimi. Składa się z dwóch rozdziałów poprzedzonych wstępem o pragnieniu i potrzebie jedności. W pierwszym rozdziale Jan Paweł II skrótowo przedstawił duchową i teologiczną tradycję chrześcijańskiego Wschodu, m.in. szczególną celebrację liturgii, teologię przebóstwienia, otwartość na lokalną kulturę, przywiązanie do tradycji i oczekiwanie eschatologiczne, monastycyzm. W drugim rozdziale autor przedstawił zarys historii relacji między wschodnim i zachodnim chrześcijaństwem oraz postulaty działań potrzebnych do osiągnięcia jedności, przede wszystkim postulat wzajemnego poznania.